# Étienne d’Arnal
Étienne d’Arnal, auch Scipion d’Arnal oder Abbé d’Arnal (* 11. April 1733 in Valleraugue, Département Gard, Frankreich; † 23. Februar 1801 in Nîmes, Département Gard, Frankreich) war ein französischer Geistlicher, Ingenieur und Erfinder.

## Familie
Étienne d’Arnal war der Sohn von Sieur Maurice d’Arnal de Saint-Maurice und Marguerite Finiel. Er hatte zwei Brüder Johann d’Arnal und Maurice d’Arnal.

## Leben
1757 wurde Étienne d’Arnal zum Priester geweiht und im Jahre 1761 Kanoniker von Alès. Um 1780 gab er seine Anstellung auf und widmete sich seinen Forschungen. Er sorgte dafür, dass Dampfmaschinen auch in Frankreich zum Einsatz kamen. Eine seiner Erfindungen ermöglichte die Auf- und Abbewegung von Dampfmaschinen in eine Kreisbewegung umzuwandeln und so für weitere Einsatzgebiete nutzbar zu machen. Étienne d’Arnal erfand eine dampfgetriebene Mühle, die bei Nimes zum Einsatz kam. Außerdem schlug er 1781 vor Schiffe auf Flüssen mittels Dampfmaschinen anzutreiben. Hierfür sollten am Ufer Seile befestigt werden, die von Dampfmaschinen, die auf Schiffen installiert werden sollten, aufgewickelt würden und sich so gegen den Strom bewegen sollten. Am 10. November 1788 erhielt er das alleinige Nutzungsrecht von Dampfschiffen in Frankreich. Thomas Jefferson stufte Étienne d’Arnal jedoch nicht als wirkliche Konkurrenz zu James Rumsey im Wettrennen um das erste funktionierende Dampfschiff ein, da dieser nach dessen Ansicht schon Schwierigkeiten hatte seine Mühlen am Laufen zu halten.

## Werke
- Prospectus de la navigation générale des rivières du royaume par le moyen de la machine à feu, inventé par M. l'abbé d'Arnal, chanoine de la cathédrale d'Alais. (1781)
- Mémoire sur les Moulins à Feu établis à Nimes (1783)